# Gianfranco Gallone
Gianfranco Gallone (né le 20 avril 1963) est un prélat italien de l'Église catholique et un diplomate du Saint-Siège.

## Biographie
Gianfranco Gallone est né à Ceglie Messapica le 20 avril 1963. Il est ordonné prêtre pour le diocèse d'Oria le 3 septembre 1988

## Carrière diplomatique
Le 19 juin 2000, il rejoint le service diplomatique du Saint-Siège. Il sert dans les nonciatures au Mozambique (en), en Israël (en), en Slovaquie (en), en Inde (en) et en Suède (en), ainsi qu'à la Section des Relations du Secrétairerie d'État à Rome
Le 2 février 2019, le pape François le nommé archevêque titulaire de Motula (de) et nonce apostolique en Zambie. Le Cardinal Secrétaire d'État Pietro Parolin le consacre évêque le 19 mars 2019
Le 8 mai 2019, il est également nommé nonce apostolique au Malawi (en)
Le 3 janvier 2023, il est nommé nonce apostolique en Uruguay (en)